# Nevin Harrison
Nevin Harrison (n. 2 iunie 2002, Seattle, Washington, SUA) este o canoistă ce a reprezentat Statele Unite ale Americii, medaliată olimpică. A participat la 2 ediții ale Jocurilor Olimpice (2020, 2024) în care a câștigat o medalie de argint.